# Bulbophyllum thersites
Bulbophyllum thersites är en orkidéart som beskrevs av Jaap J. Vermeulen. Bulbophyllum thersites ingår i släktet Bulbophyllum och familjen orkidéer. Inga underarter finns listade i Catalogue of Life.